# Prosopocoilus oweni
Prosopocoilus oweni es una especie de coleóptero de la familia Lucanidae. Presenta las siguientes subespecies:
- Prosopocoilus oweni femoratus
- Prosopocoilus oweni irenicus
- Prosopocoilus oweni melli
- Prosopocoilus oweni ovatus
- Prosopocoilus oweni oweni
- Prosopocoilus oweni pascoei

## Distribución geográfica
Habita en la India.